# بول بوتوملي (عالم)
ينطوي بحث بول بوتوملي (Paul Bottomley) الرائد على التصوير بالرنين المغناطيسي (MRI). وهو حاليًا مدير قسم بحوث الرنين المغناطيسي في جامعة جونز هوبكينز المنشورة في مئة وسبعين مجلة، وله تقريبًا خمسون براءة اختراع، وهو من ضمن مجلس إدارة شركة سيرجي فيجن (SurgiVision) (التي قام بتأسيسها وهي معروفة الآن باسم أعمال التصوير بالرنين المغناطيسي.)

## العمل
وُلِد بوتوملي في ملبورن، أستراليا، وحصل على درجة البكالوريوس في الفيزياء من جامعة موناش عام 1974م. وفي عام 1975م، بدأ درجة الدكتوراه في الفيزياء بـجامعة نوتنغهام في واحدة من بين ثلاثة مشروعات أصلية بدأت التصوير بالرنين المغناطيسي. وفي مجموعة ريموند أندرو (Raymond Andrew)، إلى جانب مجموعة بيتر مانسفيلد (Peter Mansfield) قامت كلتا المجموعتين ببناء أول نظام للتصوير بالرنين المغناطيسي لإنتاج صور بالأشعة لـمعصم الإنسان (طبيعة)، والقيام بالعمل الاستهلالي على مجال التأثير الإشعاعي وترسب الطاقة في تصوير الإنسان بالرنين المغناطيسي. وعند إتمام درجة الدكتوراه، ذهب بوتوملي إلى جامعة جونز هوبكينز في بالتيمور عام 1978م لتهيئة مطيافية التصوير بالرنين المغناطيسي المتمركزة مكانيًا باستخدام لفائف سطحية لإظهار الاستنفاد المُستقلَب وانعكاس إِقفار عضلة القلب الناحي (علوم).
انضم بول عام 1980م إلى مركز جنرال إلكتريك للبحوث في سكنيكتادي نيويورك. وقد قام المخبَر بطلب أكبر مغناطيس متاح – نظام 1.5 طن – وبناء أول ماسح بالرنين المغناطيسي لكامل الجسم عالي المجال؛ وبذلك التغلب على مشاكل تصميم اللفائف، واختراق التأثير الإشعاعي، وإشارة الضجيج. تمت ترجمة النتائج إلى خط إنتاج التصوير بالرنين المغناطيسي 1.5 طن بالغ النجاح إلى ما يزيد على عشرين ألف نظامًا الآن. وقد قام بول بعمل أول مطيافية موضعية بالرنين المغناطيسي في القلب البشري والمخ. وبعد بدء التعاون مع روبرت وايس (Robert Weiss) في تطبيقات القلب في جونز هوبكينز، عاد بول إلى الجامعة عام 1994م للعمل كأستاذ ومدير قسم أبحاث الرنين المغناطيسي. وله حوالي مائة وسبعون بحثًا قام بمراجعته مدققين مع نظرة عامة مُستشهدًا بمعظمها بشأن ارتخاء الأنسجة في الفيزياء الطبية، وخمسون براءة اختراع تقريبًا، بما في ذلك التصوير بالرنين المغناطيسي ذات الصدى الدوامي، ومدروج "المفتت"، والمكبس. وهو عضو في الجمعية الدولية للرنين المغناطيسي في الطب، (ISMRM)، وحاصل على الميدالية الذهبية لعام 1989م، وجائزة جنرال إلكتريك الذهبية لبراءة الاختراع، وعضوية زمالة كوليدج awardee.

## الجوائز
- الميدالية الذهبية لجمعية الرنين المغناطيسي في الطب (1989م)
- زمالة كوليدج وميدالية جنرال إلكتريك (1990م)
- ميدالية جنرال إلكتريك الذهبية (1989م)، والفضية (1985م)، والبرونزية (1982م) لبراءة الاختراع
- الجوائز التقديرية للمحررين من الطب الإشعاعي (1986م، 1988م، 1989م، 1990م)
- جائزة دوشمان جنرال إلكتريك (1983م)
- محرر مساعد في طب الرنين المغناطيسي (1983م-) وعلم الأشعة (مايو 1991م)
- مجالس تحرير طب الرنين المغناطيسي (1982م–حتى الآن)، استعراض الأدوات العلمية (1986م-1988م)،
- مجلس تحرير الطب المتقدم (اليابان: 1995م–الآن)، ماجما (2003م-2006م)
- الوصاية المنتخَبة، جمعية طب الرنين المغناطيسي (1986م-1989م)، التصوير بالرنين المغناطيسي (1982م-1986م)
- عضو في جمعية الرنين المغناطيسي (1989م)
- منحة جامعة كومونولث (1972م-1974م)
- مُراجع مساعد في معاهد الصحة الوطنية الأمريكية (NIH) grant reviewer ’79, ‘85,’86,’90,’97, ’01, ’02 and ’03 [4]